# 建國勳章

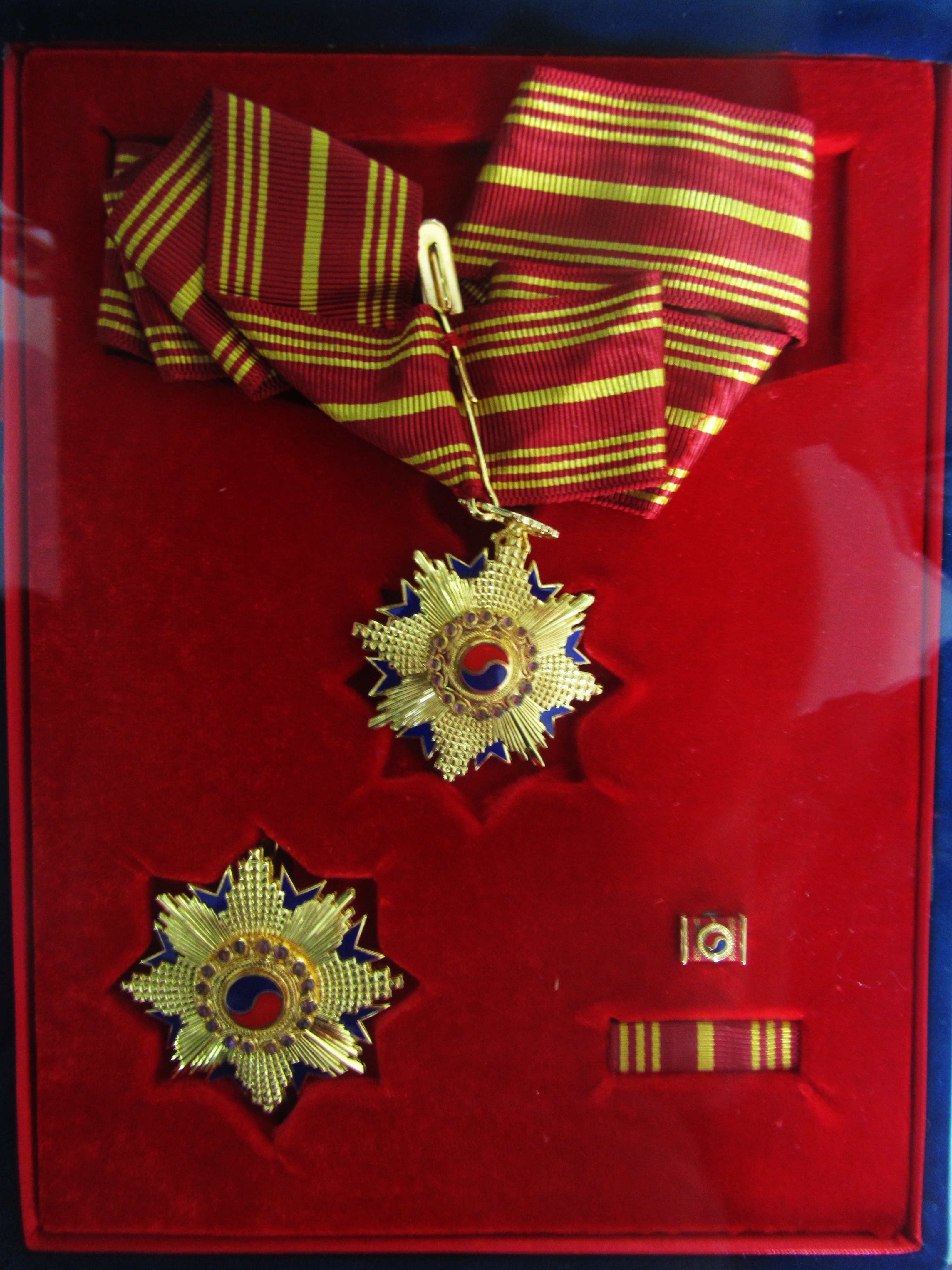
1996年大韩民国政府鉴于褚辅成救护金九等韩国独立运动人士的功勋而追授褚辅成的“大韩民国建国勋章-独立章”，杭州湖边村大韩民国临时政府杭州旧址纪念馆藏。

建國勳章（건국훈장）是大韓民國的建國功勞勳章，通常頒發給那些對大韓民國建國作出過重大貢獻的人。1990年改正了賞勳法。建國勳章包括分爲大韓民國章、總統章、獨立章、愛國章、愛族章以及總統表彰。

## 建國勳章的等級
| 等級  | 徽章 | 等級名                                           |
| ----- | ---- | ------------------------------------------------ |
| 1等級 |      | 대한민국장 (大韓民國章, Republic of Korea Medal) |
| 2等級 |      | 대통령장 (大統領章, Presidential Medal)          |
| 3等級 |      | 독립장 (獨立章, Independent Medal)               |
| 4等級 |      | 애국장 (愛國章, Patriotic Medal)                 |
| 5等級 |      | 애족장 (愛族章, National Medal)                  |

### 大韓民國章（重章）
歷代受勳者
- 1949年8月15日：李承晚、李始榮
- 1962年3月1日：姜宇奎、金九、金佐鎮（金斗汉代领）、金昌淑、閔泳煥、徐載弼、孫秉熙、申翼熙、安重根、安昌浩、吳東振、尹奉吉、李康年、李昇薰、李麟榮、李儁、趙秉世、崔益鉉、韓龍雲、許蔿
- 1970年8月15日：曹晚植
- 1976年9月21日：林炳稷
- 1977年12月13日：徐載弼
- 1979年11月3日：朴正熙
- 1980年9月29日：崔圭夏
- 1983年3月11日：全斗焕（2006年3月28日叙勳取消）
- 1989年3月1日：金奎植、赵素昂
- 1999年8月27日：張勉
- 2008年2月21日：呂運亨
- 2021年8月17日：洪范图

外籍受勳者
- 1953年11月25日：蒋中正（中華民國總統，因韓戰時中華民國提供援助，特此以茲感謝）
- 1953年1月26日：詹姆斯·范佛里特（美国第八軍團司令官，韩国国军之父）
- 1955年11月2日：海尔·塞拉西一世
- 1957年9月21日：吳廷琰
- 1958年4月26日：阿德南·曼德列斯
- 1964年4月7日：道格拉斯·麦克阿瑟
- 1964年12月8日：哈里·S·杜鲁门、路德维希·艾哈德
- 1965年3月21日：菲利贝尔·齐拉纳纳
- 1965年4月29日：东姑阿都拉曼
- 1966年2月4日：他侬·吉滴卡宗
- 1966年2月7日：宋美龄 （因韓戰時中華民國提供援助）
- 1966年2月10日：陈果夫
- 1968年12月1日：孫文（中国国民党帮助大韩民国临时政府的代表人物之一）、陈其美（帮助大韩民国临时政府提供信贷）
- 1969年2月13日：菲德尔·桑切斯·埃尔南德斯（萨尔瓦多共和国总统）
- 1981年7月3日：诗丽吉王后、普密蓬·阿杜德

### 總統章（複章）
- 歷代授勳者
  - 1962年：洪範圖、姜基東、姜武景、權东鎮、權秉悳、金東三、金相玉、金性洙、金益相、金完圭、金祉燮、權東鎭、羅錫疇、羅龍煥、南慈賢、南相悳、盧伯麟、閔肯鎬、閔宗植、朴昇煥、朴殷植、白龍城、申圭植、申乭石、申采浩、申洪植、梁起鐸、吳世昌、柳麟錫、李甲成、李奉昌、李明龍、李商在、李相卨、全垂鏞、曺成煥、池青天
  - 1963年：李范奭、梁起鐸、李相佰
  - 1977年：金淳愛
  - 1986年：張建相
  - 1989年：趙琬九
  - 2005年3月1日：呂運亨

- 外國授勳者
  - 1966年：陳誠[來源請求]
  - 1968年：唐繼堯、宋教仁、黃興、胡漢民[來源請求]

### 獨立章（單章，國民章）
- 歷代授勳者
  - 1962年：高光洵、高斗煥、奇參衍、金德濟、金道源、金道鉉、金東植、金瑪利亞、金奭鎭、金秀民、金貞益、金溱默、金澈、金學奎、金弘壹、文一民、閔良基、朴尙鎭、朴長浩、朴載赫、潘夏慶、鮮于爀、孫貞道、宋秉璿、宋學善、沈南一、安敬信、安明根、安承禹、安泰國、安熙濟、禹德淳、梁世奉、柳寬順、柳林、安承禹、李愛日羅、李允宰、李春永、李會榮、李喜承、張志淵、鄭鏞基、趙炳玉、咸台永、崔在亨[3]
  - 1963年：朱基徹、方順熙、白南奎、安圭洪、金晳、李在賢[4]、李仁、咸錫殷
  - 1968年：金尙沃、崔奎東
  - 1977年：權基玉、金利源、李相定、崔重鎬
  - 1980年：奇宇萬
  - 1983年：鄭華岩
  - 1990年：鄭寅普
  - 1982年：金星淑、金錫璜
  - 1995年：安恭根
  - 2004年：尹滋英
  - 2005年：金丹冶
  - 2006年：朴泳
- 外国授勳者
  - 1968年：劉詠堯[5]
  - 1996年：褚辅成[6]
  - 1999年：胡宗南[7]

### 愛國章
- 歷代授勳者
  - 1990年：姜文鎭、姜炳一、姜鳳羽、康潤國、康濟羲、姜春三、高光薰、高時福、高禮鎭、高龍鎭、李雲岡、林圭、鄭一亨、李正浩、刘平波[8]
  - 1991年：金應三、金百先、李元淳、李在天、柳子明
  - 1993年：陈光华
  - 1995年：洪焉、崔能翊
  - 1996年：金圭植
  - 2003年：柳宗煥 [9]
  - 2005年：金山（原名張志鶴）[10]
  - 2007年：刘振东[11]

### 愛族章
- 歷代授勳者
  - 1990年：安商悳、朴鍾柱
  - 1990年：劉相奎、李潤明、金柄鉉、李允鎬、鄭仁昊
  - 1990年8月：韓興履、宋静轩[12]
  - 2006年：吳信道、李周庠
  - 2007年8月16日：朱世竹
- 外国授勋者
  - 2004年10月12日：布施辰治[13]
  - 2016年8月：杜君慧

### 總統表彰
- 歷代授勳者
  - 1963年：徐相日、李始榮
  - 1968年：金伯善、李相定
  - 1982年：金柄鉉[14]
  - 1983年：李潤明
  - 2002年：高世寬